# Marian Oprea
Marian Oprea (* 6. Juni 1982 in Pitești) ist ein ehemaliger rumänischer Leichtathlet, der sich auf den Dreisprung spezialisiert hat. Er ist Inhaber der rumänischen Landesrekorde im Dreisprung im Freien und in der Halle und gewann zahlreiche Medaillen bei internationalen Meisterschaften.

## Sportliche Laufbahn
Erste Erfahrungen bei internationalen Meisterschaften sammelte Marian Oprea im Jahr 1999, als er bei den erstmals ausgetragenen Jugendweltmeisterschaften in Bydgoszcz mit einer Weite von 15,70 m den vierten Platz im Dreisprung belegte. Anschließend gewann er bei den Junioreneuropameisterschaften in Riga mit 15,98 m die Bronzemedaille. Im Jahr darauf siegte er bei den Juniorenweltmeisterschaften in Santiago de Chile mit einem Sprung auf 16,41 m und 2001 gewann er bei den Balkan-Hallenmeisterschaften in Piräus mit 16,39 m die Silbermedaille. Anfang Juli siegte er dann mit 16,78 m bei den Balkanspielen in Trikala und gewann auch bei den Junioreneuropameisterschaften in Grosseto mit 16,65 m die Goldmedaille. Daraufhin schied er bei den Weltmeisterschaften im kanadischen Edmonton mit 16,62 m in der Qualifikationsrunde aus, ehe er bei der Sommer-Universiade in Peking mit einem Sprung auf 17,11 m die Silbermedaille hinter dem US-Amerikaner Kenta Bell gewann. Im Jahr darauf siegte er mit 16,78 m bei den Balkan-Hallenmeisterschaften in Piräus und anschließend sicherte er sich bei den Halleneuropameisterschaften in Wien mit 17,22 m die Silbermedaille hinter dem Schweden Christian Olsson. Im August verpasste er bei den Europameisterschaften in München mit 16,47 m den Finaleinzug und anschließend verteidigte er bei den Balkanspielen in Bukarest mit 16,64 m seinen Titel. 2003 siegte er mit 17,07 m bei den Balkan-Hallenmeisterschaften in Piräus und belegte anschließend mit 16,59 m den achten Platz bei den Hallenweltmeisterschaften in Birmingham. Im Juli siegte er mit 17,24 m bei den Balkanspielen in Thiva und gewann daraufhin bei den U23-Europameisterschaften in Bydgoszcz mit 17,28 m die Silbermedaille hinter dem Belarussen Dsmitryj Waljukewitsch. Im August scheiterte er dann bei den Weltmeisterschaften in Paris mit 16,55 m erneut in der Qualifikationsrunde. Im Jahr darauf wurde er bei den Hallenweltmeisterschaften in Budapest mit 17,19 m Fünfter und nahm im Sommer erstmals an den Olympischen Sommerspielen in Athen teil und gewann dort mit einer Weite von 17,55 m im Finale die Silbermedaille hinter Christian Olsson aus Schweden. Anschließend klassierte er sich beim IAAF World Athletics Final in Monaco mit 16,36 m auf dem achten Platz.
2005 stellte er mit 17,81 m den aktuellen rumänischen Landesrekord auf und gewann im August bei den Weltmeisterschaften in Helsinki mit einem Sprung auf 17,40 m im Finale die Bronzemedaille hinter dem US-Amerikaner Walter Davis und Yoandri Betanzos aus Kuba. Daraufhin schied er bei der Sommer-Universiade in Izmir mit 7,47 m in der Vorrunde im Weitsprung aus. Im Jahr darauf siegte er bei den Balkan-Hallenmeisterschaften in Peania mit neuem Meisterschaftsrekord von 17,51 m und wurde anschließend bei den Hallenweltmeisterschaften in Moskau mit 17,34 m Vierter. Im August sicherte er sich bei den Europameisterschaften in Göteborg mit einer Weite von 17,18 m die Bronzemedaille hinter  dem Schweden Olsson und dem Briten Nathan Douglas. Anschließend belegte er beim IAAF World Athletics Final in Stuttgart mit 16,54 m den achten Platz und wurde dann beim IAAF World Cup in Athen mit 17,05 m Dritter hinter Olympiasieger Walter Davis und dem Brasilianer Jadel Gregório. 2007 galt er erneut als Medaillenkandidat für die Weltmeisterschaften in Osaka, musste dort aber seinen Start kurzfristig absagen. Im Jahr darauf wurde er bei den Balkan-Hallenmeisterschaften in Peania mit 15,40 m Vierter und im Sommer nahm er erneut an den Olympischen Sommerspielen in Peking teil und klassierte sich dort mit 17,22 m im Finale auf dem fünften Platz.
Nach einem Jahr Wettkampfpause gewann er 2010 bei den Europameisterschaften in Barcelona mit 17,51 m die Silbermedaille hinter dem Briten Phillips Idowu. Anschließend entschied er den IAAF Continental Cup in Split mit 17,29 m für sich. Im Jahr darauf sicherte er sich bei den Halleneuropameisterschaften in Paris mit 17,62 m die Bronzemedaille hinter dem Franzosen Teddy Tamgho und Fabrizio Donato aus Italien. Anfang September schied er dann bei den Weltmeisterschaften in Daegu mit 16,61 m in der Qualifikationsrunde aus. 2012 gewann er bei den Balkan-Hallenmeisterschaften in Istanbul mit 16,43 m die Silbermedaille und verpasste daraufhin bei den Hallenweltmeisterschaften ebendort mit 16,58 m den Finaleinzug. Ende Juni schied er auch bei den Europameisterschaften in Helsinki mit 16,17 m in der Vorrunde aus und konnte sich auch nicht ein drittes Malin Folge für die Olympischen Sommerspiele qualifizieren. 2013 siegte er mit 17,24 m bei den Balkan-Meisterschaften in Stara Sagora und belegte daraufhin bei den Weltmeisterschaften in Moskau mit 16,82 m im Finale den sechsten Platz. Im Jahr darauf gewann er bei den Hallenweltmeisterschaften in Sopot mit 17,21 m die Bronzemedaille hinter den Kubanern Ernesto Revé und Pedro Pablo Pichardo, nachdem dem ursprünglichen Sieger, Ljukman Adams aus Russland, die Goldmedaille 2019 nachträglich wegen Dopings aberkannt worden war. Ende Juli siegte er mit 7,78 m und 16,77 m im Weit- und Dreisprung bei den Balkan-Meisterschaften in Pitești und daraufhin wurde er bei den Europameisterschaften in Zürich mit 16,94 m Vierter. 2015 gewann er bei den Halleneuropameisterschaften in Prag mit 16,91 m erneut die Bronzemedaille, diesmal hinter dem Portugiesen Nelson Évora und Pablo Torrijos aus Spanien. Im August erreichte er bei den Weltmeisterschaften in Peking das Finale und klassierte sich dort mit 17,06 m auf dem sechsten Platz. Im Jahr darauf gelangte er bei den Hallenweltmeisterschaften in Portland mit 16,27 m auf Rang zehn. Anfang Juli schied er bei den Europameisterschaften in Amsterdam mit 15,40 m in der Vorrunde aus und nahm daraufhin ein drittes Mal an den Olympischen Sommerspielen in Rio de Janeiro teil und schied dort ohne einen gültigen Versuch in der Qualifikationsrunde aus.
2017 gewann er bei den Balkan-Meisterschaften in Novi Pazar mit 15,93 m die Bronzemedaille und im Jahr darauf wurde er bei den Balkan-Hallenmeisterschaften in Istanbul mit 15,22 m Siebter. Im August startete er bei den Europameisterschaften in Berlin, kam dort aber mit 15,93 m nicht über die Vorrunde hinaus. 2019 bestritt er bei den Balkan-Meisterschaften in Prawez seinen letzten offiziellen Wettkampf, in dem er keinen gültigen Versuch zustande brachte, und beendete daraufhin seine aktive sportliche Karriere im Alter von 37 Jahren.
In den Jahren 2001, von 2003 bis 2008, 2014 sowie 2017 und 2018 wurde Oprea rumänischer Meister im Dreisprung sowie 2014 im Weitsprung. Zudem wurde er von 2001 bis 2003, 2006, 2012 sowie von 2014 bis 2016 und 2018 Hallenmeister im Dreisprung.

## Persönliche Bestleistungen
- Weitsprung: 7,78 m (+1,0 m/s), 26. Juli 2014 in Pitești
  - Weitsprung (Halle): 7,65 m, 16. Februar 2014 in Bukarest
- Dreisprung: 17,81 m (+1,0 m/s), 5. Juli 2005 in Lausanne (rumänischer Rekord)
  - Dreisprung (Halle): 17,74 m, 18. Februar 2006 in Bukarest (rumänischer Rekord)